# لوسی شوالی
لوسی شوالی (انگلیسی: Lucie Chevalley؛ زاده ۲۱ ژوئیه ۱۸۸۲ – درگذشته ۱ اکتبر ۱۹۷۹) سیاستمدار اهل فرانسه بود.

## فعالیت‌ها
بنیانگذار مهاجرت اجتماعی و به عنوان یکی از امدادرسانان کمک‌های بین‌المللی شناخته می‌شود که برای پناهجو در فرانسه تأمین خدمات می‌کرد. او زندگی خود را وقف خدمت به سازمان‌های بشردوستانه کرده بود. او ده‌ها سال را صرف کمک به پناهندگان در کشورش و در اروپا کرد. لوسی همچنین به عنوان یکی از اعضای شورای دولت در فرانسه برای پناهندگان و مردم بدون تابعیت کار می‌کرد. در تابستان ۱۹۴۲ او برای نجات جان دیگران فعالیت داشت و همچنین در سازمان زیرزمینی (کمک متقابل موقت) به‌طور شبانه‌روزی برای نجات جان ۵۰۰ کودک یهودی کار کرد.
وی همچنین برندهٔ جوایزی همچون جایزه پناهندگان نانسن شده‌است.